# Neusatz-Schule

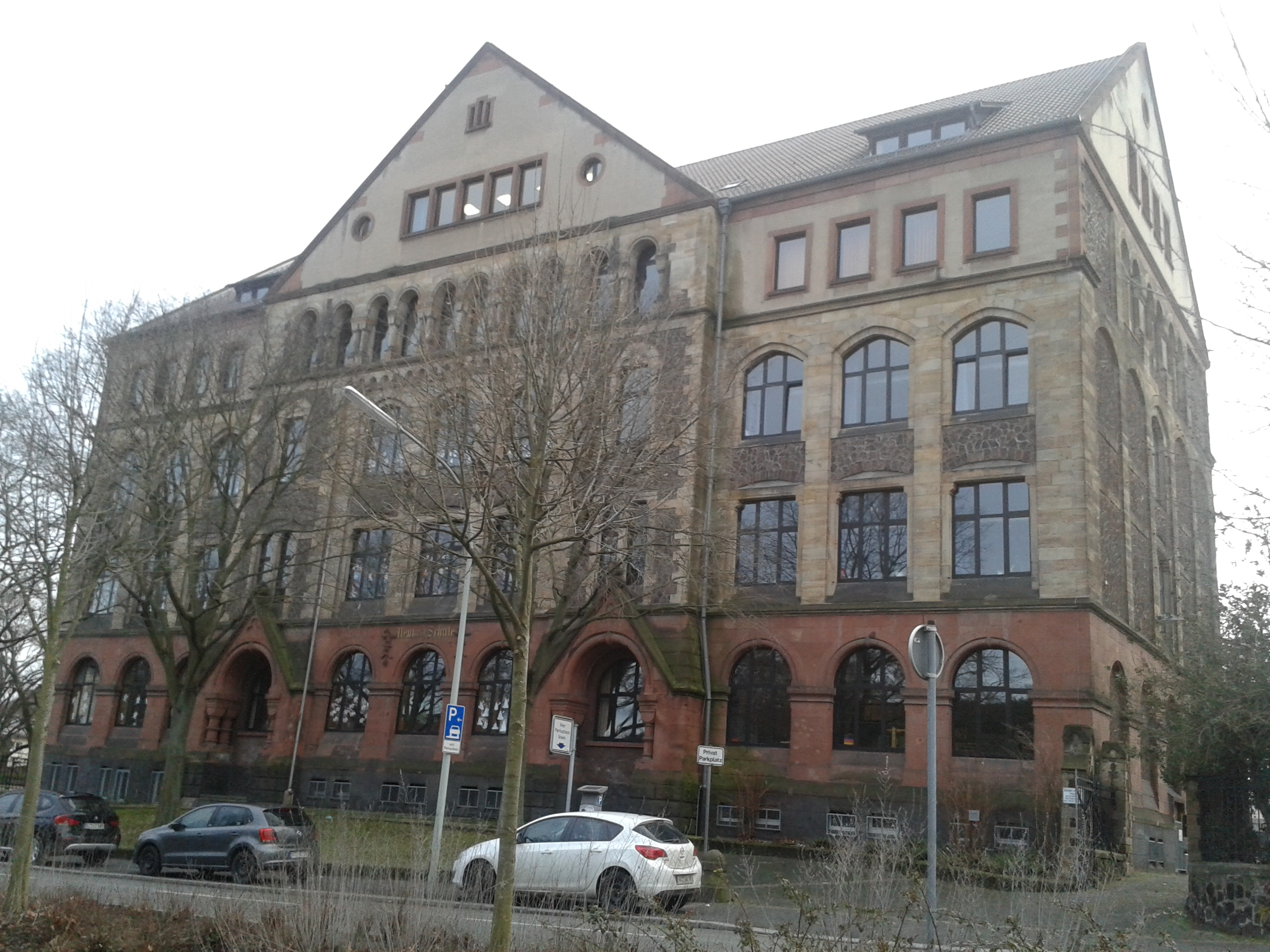
Neusatz-Schule

Die Neusatz-Schule ist ein unter Denkmalschutz stehendes Schulgebäude im rheinland-pfälzischen Worms, Willy-Brandt-Ring 5.

## Geschichte
Die Neusatz-Schule wurde 1891 nach den Entwürfen des Architekten und Wormser Stadtbaumeisters Karl Hofmann erbaut. Zunächst diente das Gebäude als Volksschule für Jungen und Mädchen, wie damals allgemein üblich nach Geschlechtern getrennt. Der Name Neusatz-Schule wurde gewählt, weil die Schule auf einem Neubaugebiet außerhalb der Stadtmauern errichtet wurde, einem „neu besetzten Land“.
Im Zweiten Weltkrieg wurde das Gebäude unter anderem durch Fliegerbomben schwer beschädigt, in den Nachkriegsjahren erfolgte der Wiederaufbau mit nur geringen Veränderungen.

## Architektur

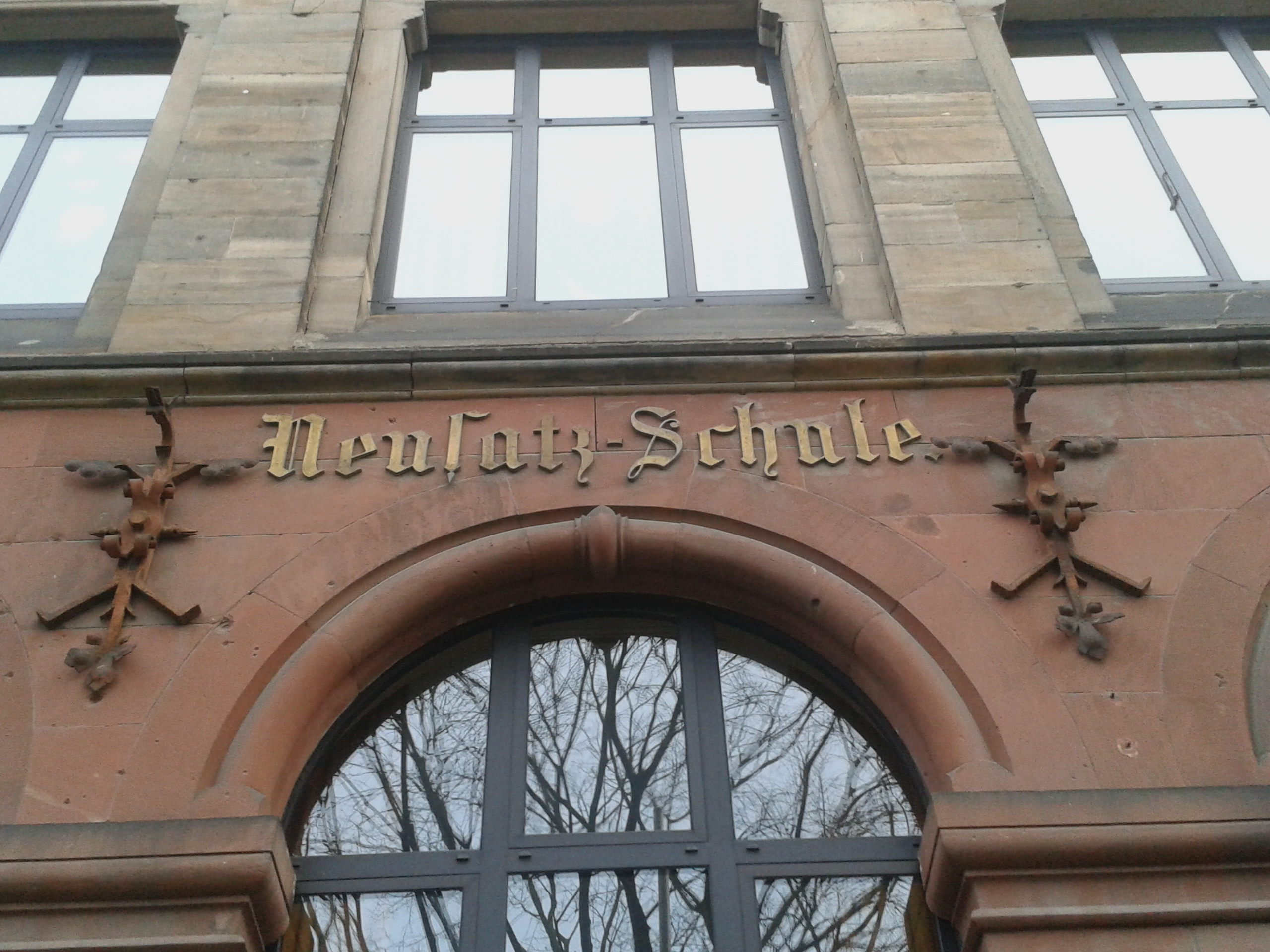
Inschrift am Gebäude

Es handelt sich bei dem Gebäude um einen im sogenannten Nibelungenstil errichteten viergeschossigen Schulbau mit Fassaden aus rotem und gelblichem Sandstein und dunklem Granit.

## Heutige Nutzung
Die Neusatz-Schule ist heute eine Grundschule. Außerdem beherbergt sie ein Förderzentrum der Geschwister-Scholl-Schule und die Wormser Volkshochschule. Das Gebäude steht unter Denkmalschutz. In der Neusatz-Schule werden täglich etwa 200 Schüler und Schülerinnen in 12 Klassen unterrichtet.
In dem Vorort Karl-Marx-Siedlung existiert eine Außenstelle der Neusatz-Schule (Stand 2016).